# Voluntarios de la muerte (Vietnam)
Los voluntarios de la muerte de Vietnam fueron una fuerza de reducido tamaño creada en la guerra de Indochina con el fin de actuar como bombas humanas en ataques suicidas. En la posterior guerra de Vietnam incluyeron en sus acciones el combate suicida para cubrir la retirada de sus compañeros. Su panoplia era muy sencilla, pero estaban equipados con las mejores armas ligeras con las que contaba el Frente Nacional de Liberación de Vietnam. Un miembro de esta unidad aparece en la película Platoon realizando un ataque con explosivos.

## Nacimiento y acciones
La bibliografía no especifica el momento de su nacimiento. Max Walmer (1986, p. 78) indica que los franceses ya tenían constancia de su existencia en la Batalla de Dien Bien Phu, cuando consiguieron desbaratar al menos un ataque. Este lo intentó un miembro del Viet Minh contra la posición de «Eliane». El guerrillero avanzó cubierto con un paracaídas francés portando 25 kilogramos de explosivo plástico, pero fue descubierto por un sargento que pudo impedir la explosión.
Durante la contienda contra Estados Unidos aparecieron ya con el nombre con el que ahora se los conoce, recogido por Raquel Barrios Ramos (2015). Formaban parte del Frente Nacional de Liberación de Vietnam, llamado Viet Cong por la CIA. Sus misiones seguían siendo ataques suicidas contra las posiciones enemigas, pero también se añadieron otras como la protección de contingentes en retirada. En este caso su cometido consistía en luchar hasta la muerte para dar tiempo a sus compañeros y evitar el pánico al ser disparados por la espalda. Para conseguir cumplir su objetivo llegaban a encadenarse o atarse a los árboles.
Este tipo de lucha era algo poco conocido por los occidentales y desconcertó bastante a sus enemigos. Según Guerrero et al. (1988c), muchos estadounidenses no comprendían su motivación y los llegan a considerar como robots programados para morir fanáticamente. Además, el lema que algunos voluntarios de la muerte y otros soldados llevaban tatuado en su cuerpo, «Nací en el Norte para morir en el Sur», tampoco ayudaba.Barrios Ramos (2015) indica que sus motivaciones eran muy variadas, no solo políticas, pero su determinación de reunificar el país y expulsar a los estadounidenses era clara. Muchas fuerzas de élite saben que sus misiones serán en primera línea de combate o incluso tras las líneas enemigas, lo que supone un riesgo mayor si cabe al soportado por cualquier otro soldado, pero unidades como esta debían asumir que su objetivo sería morir luchando.

## Armamento y equipo

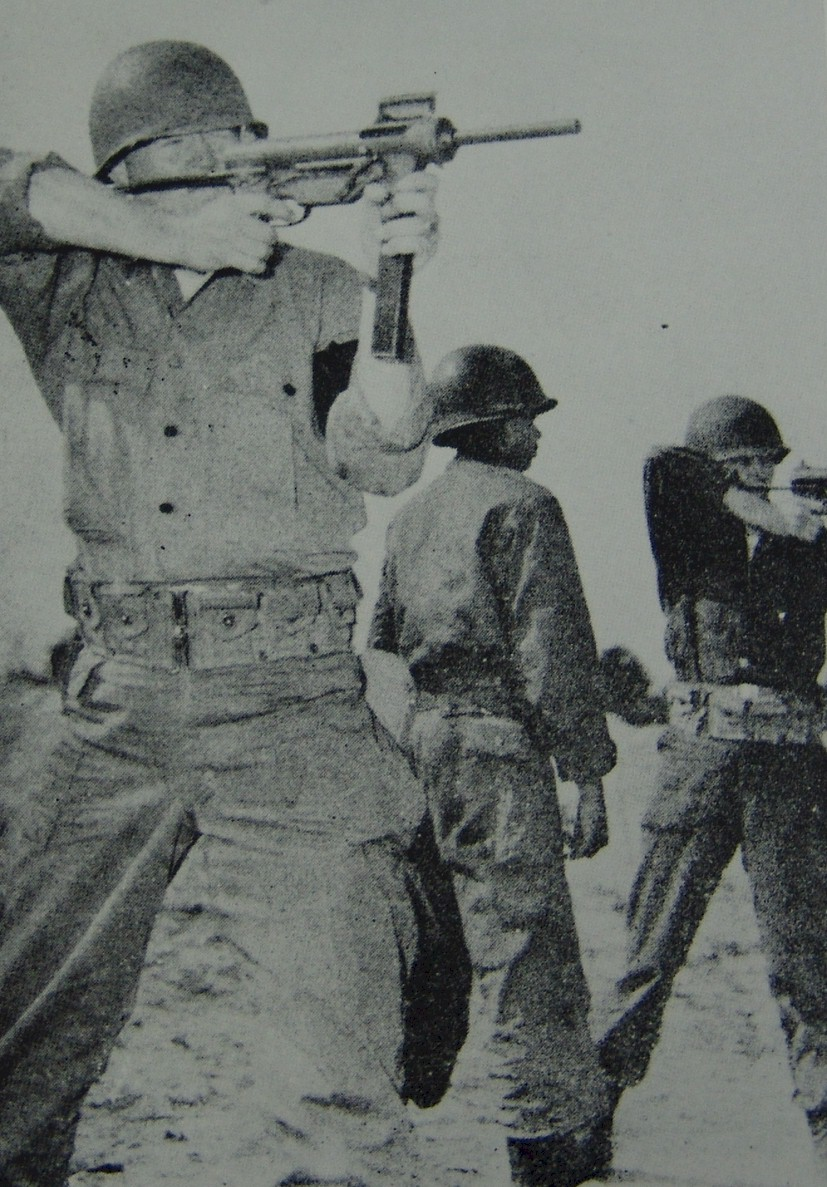
Soldado utilizando un subfusil M3 en 1951. Pese a su antigüedad, esta arma resultaba mucho más fiable que otras estadounidenses como el M-16.

Los Voluntarios de la muerte no iban excesivamente pertrechados porque sus misiones no lo requerían. Su panoplia se componía de un sombrero de tela, unos correajes de fabricación local, cartucheras para llevar la munición, sandalias, el típico pijama negro vietnamita y una cuerda o cadena con candado para evitar la tentación de huir.
En cambio, en el apartado del armamento se les puede considerar una fuerza de élite por estar equipados con las mejores armas automáticas que habían incautado a los Estados Unidos, caso del M3. Este subfusil, ya utilizado en la guerra de Corea, resultó mucho más fiable que otras armas diseñadas exprofeso para el conflicto vietnamita y la pequeña envergadura de los soldados indochinos, según Guerrero et al. (1988c).

## Los Voluntarios de la muerte en la cultura popular
En la batalla final de Platoon se ve la figura del voluntario de la muerte realizando una ataque suicida con una granada contra la tienda de los oficiales, donde aparece por un momento el propio director Oliver Stone. Es un detalle que Stone, excombatiente de aquel conflicto, no pasó por alto, al igual que muchos otros, convirtiendo a la película en un testimonio muy real de lo vivido en el sureste asiático y que dejó a los veteranos con un sentimiento ambivalente hacia ella.